# Кан-Балам I

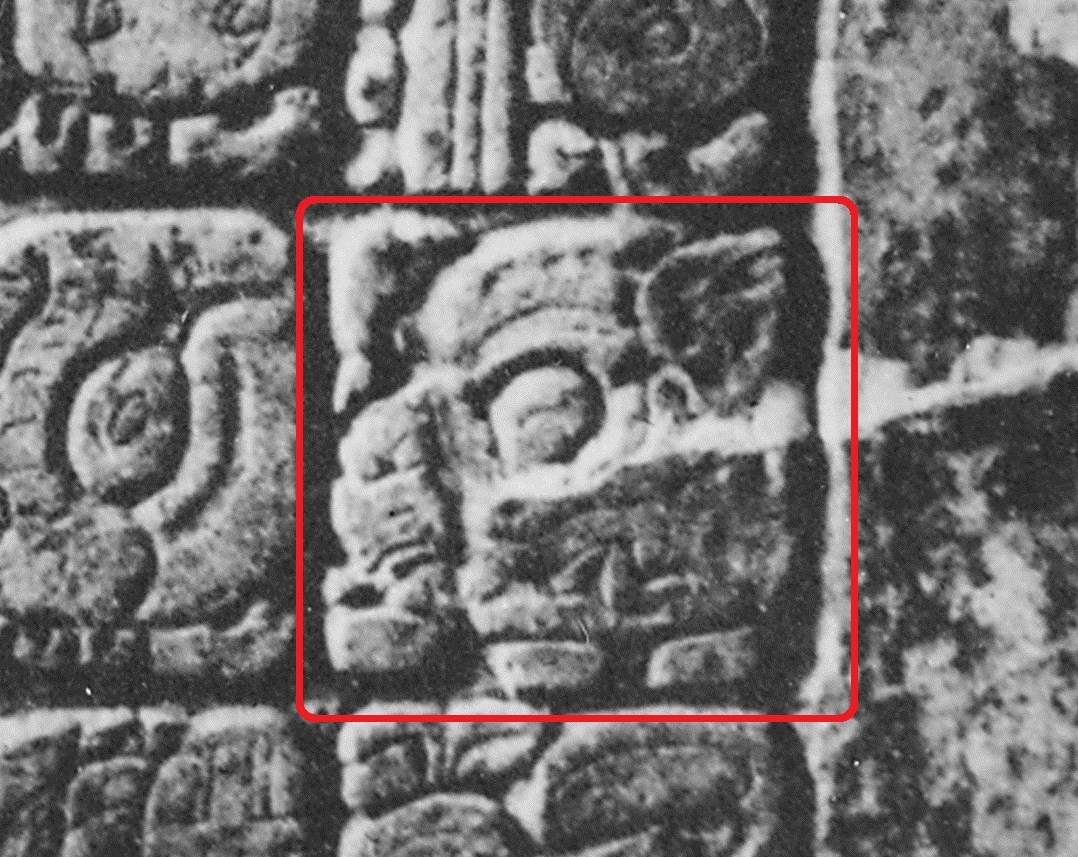
Глиф Кан-Балама I в Храме Креста

Кан-Балам I (майя k’inich-kan-bahlam-ma «Сияющий змеиный ягуар/змей-ягуар»; 18 сентября 524 — 1 февраля 583) — правитель Баакульского царства со столицей в Лакам-Ха (Паленке) с 6 апреля 572 по 1 февраля 583 год.

## Биография
Кан-Балам I является преемником Акуль-Мо-Наба II, воцарившись 6 апреля 572 года в возрасте 47 лет, спустя два года после окончания правления своего предшественника, правив до своей смерти.
Он был первым правителем Паленке, который использовал титул Кинич (k’inich), в переводе означающий «сияющий», но буквально он означает «солнечный».
Основные биографические данные:
- Родился: 9.4.10.1.5 11 Chikchan 13 Ch’en (18 сентября 524)[2][3].
- Воцарился: 9.6.18.5.12 10 Eb 0 Wo (6 апреля 572).
- Умер: 9.7.9.5.5 11 Chikchan 3 K’ayab (1 февраля 583)[4][комментарий 1].

Из Храма надписей известно, что во время его правления были празднования в конце двух календарных периодов, 3 декабря 573 и 7 ноября 578 года.
Кан-Балам I умер 1 февраля 583 года, его дочь Иш-Йоль-Икналь стала его преемницей, так как наследника сына у него не было.

### Семья
Вероятно, Кан-Балам I был сыном Кан-Хой-Читама I и младшим братом Акуль-Мо-Наба II. У него была дочь Иш-Йоль-Икналь, которая стала его преемницей.

### Комментарии
1. ↑  Эти даты указаны на Мезоамериканском календаре долгого счёта.